# Professional Wrestling Hall of Fame and Museum

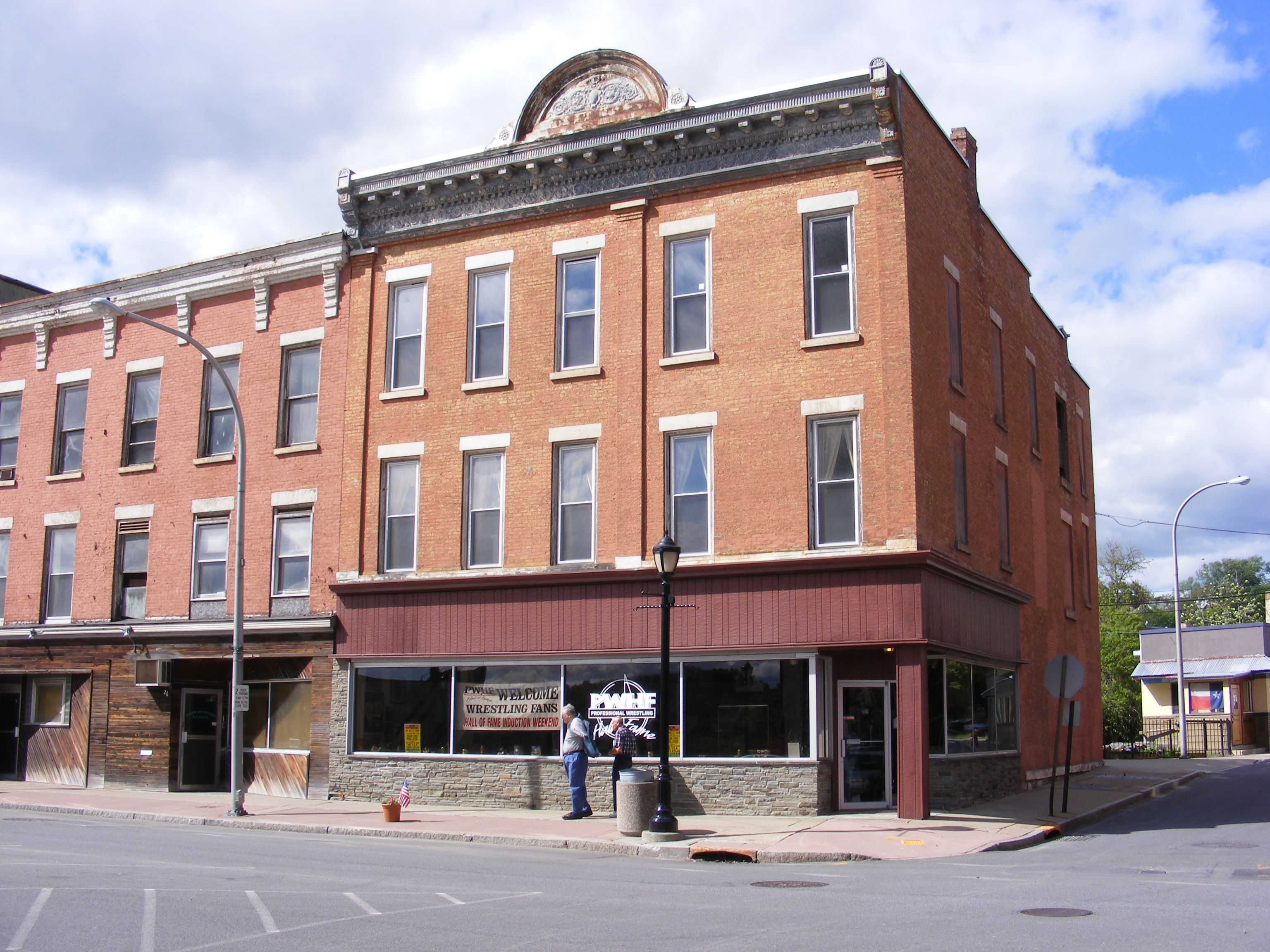
Les locaux du PWHF en 2005.

Le Professional Wrestling Hall of Fame and Museum (PWHF) est une institution américaine qui honore des catcheurs ainsi que des personnalités du divertissement sportif.
À sa création, elle est située à Schenectady dans l'État de New York, mais elle se trouve désormais à Amsterdam dans l'État de New York. Son but étant de préserver et promouvoir l'histoire du catch (lutte professionnelle) et à rendre hommage aux lutteurs qui l'ont fait évoluer, ce Temple de la Renommée n'est affilié à aucune fédération actuelle ou défunte.

## Les catégories
Les introductions annuelles au sein du Professional Wrestling Hall of Fame and Museum sont divisées en plusieurs catégories.
| Catégorie     | Actif de     | Notes                                                                                |
| ------------- | ------------ | ------------------------------------------------------------------------------------ |
| Pionniers     | 2002–présent | Pour les catcheurs en activité entre 1898 et 1942.                                   |
| Télévision    | 2002–présent | Pour les catcheurs en activité entre 1943 et 1984.                                   |
| Moderne       | 2002–présent | Pour les catcheurs en activité entre 1985 et 1996.                                   |
| Tag Team      | 2003–présent | Pour les équipes.                                                                    |
| International | 2006–présent | Pour les catcheurs principalement actifs en dehors des États-Unis.                   |
| Catcheur nain | 2002–2005    | Pour les catcheurs nains.                                                            |
| Catcheuse     | 2002–présent | Pour les catcheuses.                                                                 |
| Non lutteur   | 2003–présent | Pour les annonceurs, les commentateurs de télévision, les promoteurs et les bookers. |

## Membres

### Classe 2002
| Nom de scène         | Nom réel               | Catégorie     | Notes |
| -------------------- | ---------------------- | ------------- | --- |
| Frank Gotch          | Frank Gotch            | Pionniers     | Intronisé à titre posthume : remporte 1 fois le World Heavyweight Wrestling Championship et 3 fois le American Heavyweight Wrestling Championship |
| George Hackenschmidt | George Hackenschmidt   | Pionniers     | Intronisé à titre posthume : remporte 1 fois le European Greco-Roman Heavyweight Title et 1 fois le World Heavyweight Wrestling Championship |
| Ed Lewis             | Robert Friedrich       | Pionniers     | Intronisé à titre posthume : remporte 2 fois le AWA World Heavyweight Championship (Boston) et 4 fois le World Heavyweight Wrestling Championship, |
| Jim Londos           | Christopher Theophelus | Pionniers     | Intronisé à titre posthume : remporte 1 fois le World Heavyweight Wrestling Championship et 1 fois le NWA/NBA World Heavyweight Championship |
| Joe Stecher          | Joe Stecher            | Pionniers     | Intronisé à titre posthume : remporte 3 fois le World Heavyweight Wrestling Championship, |
| Lou Thesz            | Alouysius Thesz        | Pionniers     | Intronisé à titre posthume : remporte 3 fois le World Heavyweight Wrestling Championship, 3 fois le NWA/NBA World Heavyweight Championship, et 3 fois le NWA World Heavyweight Championship                                                                                |
| Gorgeous George      | George Wagner          | Télévision    | Intronisé à titre posthume : remporte 1 fois le NWA Southern Heavyweight Championship (Georgie), 1 fois le NWA Gulf Coast Heavyweight Championship et 1 fois le AWA World Heavyweight Championship (Boston)                                                                |
| Buddy Rogers         | Herman Rohde           | Télévision    | Intronisé à titre posthume : remporte 1 fois le NWA World Heavyweight Championship et est le 1er WWWF World Heavyweight Champion |
| Bruno Sammartino     | Bruno Sammartino       | Télévision    | Remporte 2 fois le WWWF World Heavyweight Championship, et 1 fois le WWWF United States Tag Team Championship |
| André The Giant      | André Rousimoff        | Moderne       | Intronisé à titre posthume : remporte 1 fois le WWF World Heavyweight Championship et 1 fois le WWF Tag Team Championship |
| Ricky Steamboat      | Richard Blood          | Moderne       | Remporte 6 fois le NWA World Tag Team Championship (Mid-Atlantic), 2 fois le WCW World Tag Team Championship, 1 fois le WWF Intercontinental Heavyweight Championship, 1 fois le WCW United States Heavyweight Championship et 2 fois le WCW World Television Championship |
| Sky Low Low          | Marcel Gauthier        | Catcheur nain | Intronisé à titre posthume : remporte 1 fois le NWA World Midget's Championship |
| Mildred Burke        | Mildred Bliss          | Catcheuse     | Intronisée à titre posthume : remporte 3 fois le Women's World Championship, 1 fois le WWWA World Championship et fondatrice de la World Women's Wrestling Association |

### Classe 2003
| Nom de scène        | Nom réel            | Catégorie     | Notes |
| ------------------- | ------------------- | ------------- | --- |
| Farmer Burns        | Martin Burns        | Pionniers     | Intronisé à titre posthume : remporte 1 fois le American Heavyweight Wrestling Championship                                                                 |
| Stanislaus Zbyszko  | Stan Cyganiewicz    | Pionniers     | Intronisé à titre posthume : remporte 2 fois le World Heavyweight Wrestling Championship,                                                                   |
| Killer Kowalski     | Wladek Kowalski     | Télévision    | Remporte 1 fois le WWWF World Tag Team Championship |
| Argentina Rocca     | Antonino Rocca      | Télévision    | Intronisé à titre posthume : remporte 2 fois le NWA Texas Heavyweight Championship et 1 fois le World Tag Team Title (Capitol)                              |
| Nick Bockwinkel     | Nicholas Bockwinkel | Moderne       | Remporte 4 fois le AWA World Heavyweight Championship et 1 fois le AWA Southern Heavyweight Championship                                                    |
| Hulk Hogan          | Terry Bollea        | Moderne       | Remporte 6 fois le WWE Championship, et 6 fois le WCW World Heavyweight Championship                                                                        |
| Al Costello         | Giacomo Costa       | Tag Team      | Intronisé à titre posthume en tant que membre de The Fabulous Kangaroos : remporte 3 fois le NWA United States Tag Team Championship (Northeast version)    |
| Roy Heffernan       | Laurence Heffernan  | Tag Team      | Intronisé à titre posthume en tant que membre de The Fabulous Kangaroos : remporte 3 fois le NWA United States Tag Team Championship (Northeast version)    |
| Little Beaver       | Lionel Giroux       | Catcheur nain | Intronisé à titre posthume : remporte 2 fois le NWA World Midget's Championship                                                                             |
| The Fabulous Moolah | Lillian Ellison     | Catcheuse     | |
| Sam Muchnick        | Jeshua Muschnik     | Non lutteur   | Intronisé à titre posthume : fondateur de la St. Louis Wrestling Club et cofondateur de la National Wrestling Alliance dont il est président de 1950 à 1960 |

### Classe 2004
| Nom de scène          | Nom réel              | Catégorie     | Notes |
| --------------------- | --------------------- | ------------- | ----- |
| William Muldoon       | Bill Muldoon          | Pionniers     |       |
| Angelo Savoldi        | Mario Fornini         | Pionniers     |       |
| Freddie Blassie       | Frederick Blassman    | Télévision    |       |
| Verne Gagne           | Laverne Gagne         | Télévision    |       |
| Terry Funk            | Terrence Funk         | Moderne       |       |
| Harley Race           | Harley Race           | Moderne       |       |
| Mad Dog Vachon        | Maurice Vachon        | Tag Team      |       |
| Paul Vachon           | Paul Vachon           | Tag Team      |       |
| Lord Littlebrook      | Eric Tovey            | Catcheur nain |       |
| Mae Young             | Johnnie Mae Young     | Catcheuse     |       |
| Vincent James McMahon | Vincent James McMahon | Non lutteur   |       |
| Gordon Solie          | Francis Jonard Labiak | Non lutteur   |       |

### Classe 2005
| Nom de scène     | Nom réel                  | Catégorie     | Notes |
| ---------------- | ------------------------- | ------------- | ----- |
| Orville Brown    | Orville Brown             | Pionniers     |       |
| John Pesek       | John Pesek                | Pionniers     |       |
| Dick Beyer       | Dick Beyer                | Télévision    |       |
| Jack Brisco      | Freddie Joe Brisco        | Télévision    |       |
| Dory Funk, Jr.   | Dorrance Earnest Funk Jr. | Moderne       |       |
| George Steele    | William James Myers       | Moderne       |       |
| Dick the Bruiser | William Fritz Afflis      | Tag Team      |       |
| Crusher Lisowski | Reginald Lisowski         | Tag Team      |       |
| Fuzzy Cupid      | Leon Stap                 | Catcheur nain |       |
| Penny Banner     | Mary Ann Kostecki         | Catcheuse     |       |
| Paul Boesch      | Paul Max Boesch           | Non lutteur   |       |

### Classe 2006
| Nom de scène     | Nom réel               | Catégorie     | Notes |
| ---------------- | ---------------------- | ------------- | ----- |
| Ed Don George    | Edward Nicholas George | Pionniers     |       |
| Bill Longson     | Willard R. Longson     | Pionniers     |       |
| Don Leo Jonathan | Don Heaton             | Télévision    |       |
| Johnny Valentine | John Theodore Wisniski | Télévision    |       |
| Ric Flair        | Richard Morgan Fliehr  | Moderne       |       |
| Ray Stevens      | Carl Ray Stevens       | Moderne       |       |
| Pat Patterson    | Pierre Clermont        | Tag Team      |       |
| Ray Stevens      | Carl Ray Stevens       | Tag Team      |       |
| Rikidōzan        | Kim Sin-Nak            | International |       |
| June Byers       | DeAlva Eyvonnie Sibley | Catcheuse     |       |
| Bobby Heenan     | Raymond Louis Heenan   | Non lutteur   |       |

### Classe 2007
| Nom de scène     | Nom réel                    | Catégorie     | Notes |
| ---------------- | --------------------------- | ------------- | ----- |
| Earl Caddock     | Earl Caddock                | Pionniers     |       |
| Gus Sonnenberg   | Gus Sonnenberg              | Pionniers     |       |
| Danny Hodge      | Dan Allen Hodge             | Télévision    |       |
| Pat O'Connor     | Patrick O'Connor            | Télévision    |       |
| Roddy Piper      | Roderick George Toombs      | Moderne       |       |
| Ted DiBiase, Sr. | Theodore Marvin DiBiase Sr. | Moderne       |       |
| Chris Tolos      | Chris Tolos                 | Tag Team      |       |
| John Tolos       | John Tolos                  | Tag Team      |       |
| Karl Gotch       | Karl Istaz                  | International |       |
| Cora Combs       | Cora Svonsteckik            | Catcheuse     |       |
| Jack Pfefer      | Jack Pfefer                 | Non lutteur   |       |

### Classe 2008
| Nom de scène             | Nom réel                | Catégorie     | Notes |
| ------------------------ | ----------------------- | ------------- | ----- |
| Tom Jenkins              | Tom Jenkins             | Pionnier      |       |
| Ray Steele               | Peter Sauer             | Pionnier      |       |
| Bobo Brazil              | Houston Harris          | Télévision    |       |
| Gene Kiniski             | Eugene Nicholas Kiniski | Télévision    |       |
| Bob Backlund             | Robert Lee Backlund     | Moderne       |       |
| Bret Hart                | Bret Hart               | Moderne       |       |
| Emil et Ernie Dusek (en) |                         | Tag team      |       |
| Giant Baba               | Shōhei Baba             | International |       |
| Betty Niccoli            | Betty Jo Niccoli Sato   | Catcheuse     |       |
| Toots Mondt              | James Ervin Mondt       |               |       |

### Classe 2009
| Nom de scène        | Nom réel               | Catégorie     | Notes |
| ------------------- | ---------------------- | ------------- | ----- |
| Evan Lewis          | Evan Lewis             | Pionnier      |       |
| Wladek Zbyszko      | Władysław Cyganiewicz  | Pionnier      |       |
| Billy Graham        | Eldridge Coleman       | Télévision    |       |
| Chief Jay Strongbow | Joseph Scarpa          | Télévision    |       |
| Paul Orndorff       | Paul Parlette Orndorff | Moderne       |       |
| Randy Savage        | Randy Mario Poffo      | Moderne       |       |
| Don Curtis          | Don Beitelman          | Tag team      |       |
| Mark Lewin          | Mark Lewin             | Tag team      |       |
| Antonio Inoki       | Kanji Inoki            | International |       |
| Donna Christanello  | Donna Alfonsi          | Catcheuse     |       |
| Lou Albano          | Louis Vincent Albano   | Catcheur      |       |